# Сумасшедшая среда, или Грех Гарольда Диддлбока
«Сумасшедшая среда, или Грех Гарольда Диддлбока» (англ. The Sin of Harold Diddlebock) — чёрно-белый комедийный фильм 1947 года.
Существуют две английские версии фильма — «The Sin of Harold Diddlebock» и «Mad Wednesday», который был выпущен немного позже. Это было из-за того, что оригинальный вариант был не достаточно коммерчески успешным. Однако у «Mad Wednesday» тоже были не очень хорошие сборы.

## Сюжет
Через двадцать три года после того, как Гарольд Диддлбок (Гарольд Ллойд) забил победный гол для своей команды американского футбола, он обнаруживает, что застрял на скучной и нудной работе бухгалтерского учёта, которую выполняет уже много лет. Гарольд приходит к своему напыщенному боссу, рекламному магнату Джорджу Вагглбури (Реймонд Уолберн) с просьбой отпустить его, и не получает ничего, кроме крошечной пенсии. Он бродит бесцельно по улицам, зажав в руках свои скромные сбережения всей жизни. Гарольд попадает сначала на ипподром, а потом и бар, где он рассказывает бармену (Эдгар Кеннеди), что он никогда не пил спиртного в своей жизни. Бармен создает крепкий коктейль, который он называет «Диддлбок», одного глотка которого достаточно для освобождения Гарольда от всех своих внутренних запретов.

## В ролях
- Гарольд Ллойд — Гарольд Диддлбок
- Джимми Конлин — Уорми
- Раймонд Вальбурн — И. Дж. Уэгглберри
- Лионел Стендер — Макс
- Маргарет Хэмилтон — Флора
- Анджело Росситто — карлик (в титрах не указан)

## Награды и номинации
Полный перечень наград и номинаций — на сайте IMDB.
| Премия                 | Категория                                 | Имя              | Результат |
| ---------------------- | ----------------------------------------- | ---------------- | --------- |
| Золотой глобус         | Лучшая мужская роль в мюзикле или комедии | Гарольд Ллойд    | Номинация |
| Каннский кинофестиваль | Гран-при                                  | Престон Стёрджес | Номинация |